# Kateryna Wolodko
Kateryna Wolodymyriwna Wolodko (geborene Bondarenko; ukrainisch Катерина Володимирівна Бондаренко; * 8. August 1986 in Krywyj Rih, Ukrainische SSR, UdSSR) ist eine ukrainische Tennisspielerin.

## Karriere
Kateryna ist die jüngere Schwester von Aljona Bondarenko, die bereits ein Jahr vor ihr Tennisprofi wurde. Die Schwestern gewannen 2008 zusammen den Doppeltitel der Australian Open. Außerdem waren sie bei den WTA-Turnieren in Paris (2008) und Prag (2009) gemeinsam erfolgreich. Ihre ältere Schwester Walerija Bondarenko beendete 2008 ihre Tennislaufbahn.
Im Einzel gewann Kateryna Volodko am 15. Juni 2008 in Birmingham ihr erstes WTA-Turnier, als sie dort im Endspiel Yanina Wickmayer mit 7:67, 3:6 und 7:64 besiegte.
Bei den Olympischen Spielen 2008 in Peking ging sie für die Ukraine im Doppel an den Start, ebenfalls an der Seite ihrer Schwester. Sie unterlagen im Spiel um die Bronzemedaille der Paarung Yan Zi/Zheng Jie aus China mit 2:6 und 2:6.
Im April 2014 kehrte Kateryna Volodko nach ihrer Babypause auf die Tour zurück; beim Hallenturnier in Katowice scheiterte sie in der Qualifikation wie später auch bei den French Open. Nach weiteren Misserfolgen wich sie vorerst auf den ITF Women’s Circuit aus, auf dem sie dann im Oktober zwei Turniersiege feiern konnte.
Für die ukrainische Fed-Cup-Mannschaft hat sie seit 2005 34 Partien bestritten; ihre Bilanz weist 23 Siege aus (Doppelbilanz: 12:1).

## Turniersiege

### Einzel
| Nr. | Datum              | Turnier    | Kategorie         | Belag             | Finalgegnerin           | Ergebnis        |
| --- | ------------------ | ---------- | ----------------- | ----------------- | ----------------------- | --------------- |
| 1.  | 8. Dezember 2002   | Pune       | ITF $10.000       | Hartplatz         | İpek Şenoğlu            | 6:1, 6:1        |
| 2.  | 16. Dezember 2006  | Dubai      | ITF $75.000       | Hartplatz         | Kazjaryna Dsehalewitsch | 6:1, 6:3        |
| 3.  | 15. Juni 2008      | Birmingham | WTA Tier III      | Rasen             | Yanina Wickmayer        | 7:67, 3:6, 7:64 |
| 4.  | 21. November 2010  | Bratislava | ITF $25.000       | Hartplatz (Halle) | Jewgenija Rodina        | 7:63, 6:2       |
| 5.  | 5. Oktober 2014    | Monterrey  | ITF $25.000       | Hartplatz         | Ana Vrljić              | 6:1, 7:5        |
| 6.  | 26. Oktober 2014   | Macon      | ITF $50.000       | Hartplatz         | Grace Min               | 6:4, 7:5        |
| 7.  | 30. September 2017 | Taschkent  | WTA International | Hartplatz         | Tímea Babos             | 6:4, 6:4        |
| 8.  | 8. Januar 2023     | Nonthaburi | ITF W40           | Hartplatz         | Walerija Sawinych       | 6:2, 6:3        |

### Doppel
| Nr. | Datum            | Turnier      | Kategorie         | Belag           | Partnerin          | Finalgegnerinnen                          | Ergebnis          |
| --- | ---------------- | ------------ | ----------------- | --------------- | ------------------ | ----------------------------------------- | ----------------- |
| 1.  | 8. Dezember 2002 | Pune         | ITF $10.000       | Hartplatz       | Oqgul Omonmurodova | Sania Mirza Radhika Tulpule               | 6:4, 7:61         |
| 2.  | 19. März 2006    | Orange       | ITF $50.000       | Hartplatz       | Aljona Bondarenko  | Vladimíra Uhlířová Eva Hrdinová           | 6:2, 6:4          |
| 3.  | 26. Januar 2008  | Melbourne    | Grand Slam        | Hartplatz       | Aljona Bondarenko  | Wiktoryja Asaranka Shahar Peer            | 2:6, 6:1, 6:4     |
| 4.  | 10. Februar 2008 | Paris        | WTA Tier II       | Teppich (Halle) | Aljona Bondarenko  | Vladimíra Uhlířová Eva Hrdinová           | 6:1, 6:4          |
| 5.  | 19. Juli 2009    | Prag         | WTA International | Sand            | Aljona Bondarenko  | Iveta Benešová Barbora Záhlavová-Strýcová | 6:1, 6:2          |
| 6.  | 29. Juni 2014    | Kristinehamn | ITF $25.000       | Sand            | Cornelia Lister    | Ysaline Bonaventure Sandra Zaniewska      | kampflos          |
| 7.  | 8. März 2020     | Monterrey    | WTA International | Hartplatz       | Sharon Fichman     | Miyu Katō Wang Yafan                      | 4:6, 6:3, [10:7]  |
| 8.  | 13. Februar 2022 | Cancún       | ITF W25           | Hartplatz       | Carol Zhao         | Jacqueline Cabaj Awad Lina Glushko        | 7:5, 6:75, [10:7] |
| 9.  | 6. August 2022   | Lexington    | ITF W60           | Hartplatz       | Aldila Sutjiadi    | Jada Myii Hart Dalayna Hewitt             | 7:5, 6:3          |
| 10. | 5. November 2022 | Barranquilla | ITF W60           | Hartplatz       | Tímea Babos        | Carolina Alves Walerija Strachowa         | 3:6, 7:5, [10:7]  |

## Abschneiden bei Grand-Slam-Turnieren

### Einzel
| Turnier         | 2005 | 2006 | 2007 | 2008 | 2009 | 2010 | 2011 | 2012 | 2013 | 2014 | 2015 | 2016 | 2017 | 2018 | 2019 | 2020  | 2021 | Karriere |
| --------------- | ---- | ---- | ---- | ---- | ---- | ---- | ---- | ---- | ---- | ---- | ---- | ---- | ---- | ---- | ---- | ----- | ---- | -------- |
| Australian Open | —    | Q3   | Q1   | 1    | 3    | 2    | 1    | 1    | —    | —    | Q2   | 3    | 1    | 3    | —    | 1     | —    | 3        |
| French Open     | —    | —    | 2    | 1    | 3    | 2    | 1    | 1    | —    | Q1   | Q3   | 2    | 1    | 1    | —    | —     | Q1   | 3        |
| Wimbledon       | 1    | 2    | 1    | 2    | 2    | 1    | 3    | 2    | —    | —    | Q2   | 1    | 1    | 1    | —    | n. a. | Q2   | 3        |
| US Open         | Q2   | Q1   | 2    | 1    | VF   | 2    | 2    | 1    | —    | —    | 2    | 3    | Q2   | 1    | —    | 2     |      | VF       |

Zeichenerklärung: S = Turniersieg; F, HF, VF, AF = Einzug ins Finale / Halbfinale / Viertelfinale / Achtelfinale; 1, 2, 3 = Ausscheiden in der 1. / 2. / 3. Hauptrunde; Q1, Q2, Q3 = Ausscheiden in der 1. / 2. / 3. Runde der Qualifikation; n. a. = nicht ausgetragen

### Doppel
| Turnier         | 2006 | 2007 | 2008 | 2009 | 2010 | 2011 | 2012 | 2013 | 2014 | 2015 | 2016 | 2017 | 2018 | 2019 | 2020  | 2021 | Karriere |
| --------------- | ---- | ---- | ---- | ---- | ---- | ---- | ---- | ---- | ---- | ---- | ---- | ---- | ---- | ---- | ----- | ---- | -------- |
| Australian Open | —    | 2    | S    | 1    | 1    | 1    | 1    | —    | —    | —    | 2    | 1    | 2    | —    | 1     | 2    | S        |
| French Open     | —    | 2    | HF   | 2    | VF   | 1    | 2    | —    | —    | —    | 1    | 1    | 2    | —    | 1     | —    | HF       |
| Wimbledon       | 1    | 2    | —    | 1    | 1    | —    | 1    | —    | —    | —    | 1    | 2    | 1    | —    | n. a. | —    | 2        |
| US Open         | 2    | 2    | AF   | 1    | 2    | 2    | 1    | —    | —    | 1    | 1    | 1    | 1    | —    | —     |      | AF       |

### Mixed
| Turnier         | 2007 | 2008 | 2009 | 2010 | Karriere |
| --------------- | ---- | ---- | ---- | ---- | -------- |
| Australian Open | —    | —    | 1    | —    | 1        |
| French Open     | —    | VF   | —    | —    | VF       |
| Wimbledon       | VF   | 2    | 1    | 2    | VF       |
| US Open         | —    | 1    | —    | —    | 1        |

## Privates
Seit 2011 ist Kateryna Bondarenko mit Denis Volodko verheiratet, Die beiden haben zwei Töchter, die 2013 geborene Karin und die 2019 geborene Eva. 2022 nahm sie Volodko als Familiennamen an.